# Zvenenje v glavi
Zvenenje v glavi é um filme de drama esloveno de 2000 dirigido e escrito por Andrej Košak e Dejan Dukovski. Foi selecionado como representante da Eslovênia à edição do Oscar 2001, organizada pela Academia de Artes e Ciências Cinematográficas.